# الكلية الإبراهيمية (القدس)
الكلية الإبراهيمية بالقدس هي مؤسسة تعليمية فلسطينية، تأسست عام 1931 بالقدس على يد الأستاذ نهاد أبو غربية.
أنشئت في البداية كمدرسة في حي الصوانة في مدينة القدس وهي من افضل المدارس على مستوى القدس والضفة الغربية بإمتيازاتها العديدة التي تختلف عن الاخرى, وهي من أولى الكليات التي أنشئت في القدس.
مؤسس الكليّة، هو المرحوم نهاد ابو غربية عميد التربية و التعليم و وئسس موسسة الكلية الإبراهيمية و كلية المجتمع ومعهد وجدي التكنلوجي الجامعي.

## نبذة عن مراحل التأسيس
تأسست الكلية الإبراهيمية بالقدس لخدمة الثقافة و التعليم عام 1931م باسم مدرسة الإبراهيمية الوطنية في حي المصرارة انتقلت بعدها إلى مبنى آخر في شارع صلاح الدين و أصبحت كلية ثانوية شاملة في عام 1945م فيها مختلطه و حتى يومنا هذا و في عام 1952 صار التعليم اصبح بإمكان طلاب الكلية الاختيار بين التقدم لإمتحان الشهادة الثانوية العامة الاردنية والمصرية وكان ذلك حتى عام 1967 و في عام 1982 انتقلت الكلية إلى مبناها الجديد في حي الصوانة و في عام 1983 افتتحت الكلية الإبراهيمية المجتمع الخاص بها و في عام 2004 افتتحت كلية وجدي نهاد أبو غربية التكنولوجية الجامعية.

## أقسام الكلية
يوجد في الكلية الابراهيمية ثلاث اقسام تعليمية، وهي:

### قسم التمهيدي و المرحلة الاساسية الدنيا
يشتمل على احدث الوسائل التعليمية و الغرف الصفية الواسعة و المجهزة بافضل التجهيزات اللازمة اضافة الى مكتبة الأطفال التي تضم كل التجهيزات الحديثة والكتب الملونة والقصص الخاصة بالاطفال والى قسم الزوايا الخاص بطلبة التمهيدي و ساحة للالعاب الترفيهية.

### القسم الاساسي
يشتمل على الصفوف التعليمية من الخامس الاساسي و حتى التاسع الاساسي و فيه 16 غرفه صفية.

### القسم الثانوي
يضم نحو مائتي طالب و طالبة مقسمين على ثماني غرف صفية رحبة.

## تاريخ بناء الكليّة
بدأت عملية البناء عام 1978، انتهوا من البناء عام 1983. تعتبر سنة 1983 من اهم السنوات بالنسبة للكلية لأنها انتقلت من بنائها القديم الذي كان في باب الساهرة شارع صلاح الدين التي قضت فيه ما يقارب ٤٥ سنة إلى مدرستهم الجديدة في حي الصوانة.

## مناهج المدرسة

#### المنهج المصري
حصلت الكلية الإبراهيمية على الموافقة لتدريس المنهج المصري عام 1955 فقط في الصفوف النهائية و قامت بفتحها حسب المنهج المصري و كانت الدراسة فيها مسائية بعدم توفر غرف مدرسية في الصباح سار المنهج المصري على حدة بنجاح قوي فقد تجاوز عدد طلابه الألف طالب و طالبة كان التعليم فيها مختلطا بين البنين و البنات و منذ ذلك اصبح التعليم مختلطا في جميع الصفوف وبقي مستمر حتى الآن.

#### المنهج الأردني
أصبحت الكلية في نفس الفترة درّست الكلية المنهج الأردني بالاضافة الى المنهج المصري و كان للطالب الحرية في اختيار احدهما كان طلاب المنهج المصريون يتقدمون لامتحان شهادة الدراسة الثانوية العامة المصرية و كانت النتائج الإبراهيمية دائما جيدة.
في عام 1967 تم الاتفاق بين الحكومة المصرية والأردنية على توحيد المناهج، فتوقف تدريس المنهج المصري.

## وصلات خارجية
- الموقع الرسمي